# Philipp Bouhler
Philipp Bouhler (Múnich, 11 de septiembre de 1899 - Altaussee, 19 de mayo de 1945) fue un alto funcionario del partido nazi que fue tanto Reichsleiter y jefe de la Cancillería del Führer del NSDAP como SS-Obergruppenführer en las Allgemeine SS. Fue uno de los responsables del programa de «eutanasia» Aktion T4, mediante el cual se ejecutó a más de 70 000 discapacitados en la Alemania nazi.
Como miembro del Real Cuerpo de Cadetes de Baviera, Bouhler participó en la Primera Guerra Mundial, donde fue gravemente herido. Entre 1919 y 1920, estudió filosofía y al año siguiente comenzó a colaborar en el periódico Völkischer Beobachter, periódico oficial del Partido Nacionalsocialista Alemán de los Trabajadores.
Con la llegada del régimen nazi, Bouhler fue nombrado responsable de la recién creada Cancillería del Führer. Gracias a su oportunismo político, fue incrementando su influencia sobre Hitler, hasta que a finales de los años 30 logró que el dictador le concediera plenos poderes —de forma extraoficial— para llevar a cabo el plan de eutanasia nazi. Más tarde, desde la misma Cancillería se encargaría de reclutar personal para llevar a cabo la Aktion Reinhard, el exterminio de judíos polacos en campos de la muerte como Belzec, Sobibor o Treblinka.
Bouhler fue capturado y detenido el 10 de mayo de 1945 por las tropas americanas. Se suicidó el 19 de mayo de 1945 mientras se encontraba en un centro de detencion de Estados Unidos en Zell am See, en Austria.

## Condecoraciones
- Cruz de Hierro de 2.ª clase (Eisernes Kreuz 2. Klasse), 1914
- Cruz de honor de la Gran Guerra.
- Medalla de herido.
- Orden de la sangre.
- Placa Dorada del Partido.
- Orden del Mérito Militar (Baviera).
- Cruz al Mérito de Guerra de 1.ª y 2.ª clase (Kriegsverdienstkreuz).
- Medalla de largo servicio en el NSDAP (bronce, 10 años).
- Medalla de largo servicio en el NSDAP (plata, 15 años).
- Medalla de largo servicio en el NSDAP (oro, 25 años).
- Anillo de honor de las SS.
- Espada de honor de las SS.[4]